# بطولة العالم للسنوكر 2025
بطولة العالم للسنوكر 2025
(رسميا بطولة Halo العالمية للسنوكر 2025)
هي بطولة سنوكر احترافية تقام في الفترة من 19 أبريل إلى 5 مايو 2025 في مسرح Crucible في شيفيلد ، إنجلترا ، وهي السنة ال 49 على التوالي التي تقام فيها بطولة العالم للسنوكر في المكان.
تنظمها جولة السنوكر العالمية وبرعاية شركة التكنولوجيا Halo Service Solutions لأول مرة ، وهي البطولة هي حدث التصنيف الثامن عشر والأخير لموسم 2024-25.
يتم بثه محليا بواسطة BBC Sport ، وفي أوروبا بواسطة
TNT Sports / Eurosport ، وفي أماكن أخرى في العالم من قبل WST Play والمذيعين الآخرين. سيحصل الفائز على 500,000 جنيه إسترليني من إجمالي صندوق الجائزة البالغ 2,395,000 جنيه إسترليني.
تم تصنيف أفضل 16 لاعبا من التصنيف العالمي للسنوكر - كما كانوا بعد بطولة جولة 2025 - إلى المسرح الرئيسي في Crucible.
وانضم إليهم 16 لاعبا ناجحا من جولات التصفيات، التي أقيمت في الفترة من 7 إلى 16 أبريل في المعهد الإنجليزي للرياضة في شيفيلد، وشارك فيها 128 متسابقا محترفا وهواة مدعوين.
كان المشاركون لأول مرة في البوتقة في هذا الحدث هم
Lei Peifan و Zak Surety و Daniel Wells.
وصل عدد قياسي من اللاعبين الصينيين - أربعة مصنفين وستة تصفيات ، مما يجعل عشرة في المجموع - إلى المرحلة الرئيسية من البطولة.
تقاعد اللاعبان المخضرمان دومينيك دالي وجو بيري بعد هزائمهما في التصفيات ، بعد أن لعب كلاهما في الجولة الاحترافية منذ عام 1992.
كان كيرين ويلسون هو حامل اللقب ، بعد أن هزم جاك جونز 18-14 في نهائي 2024 ليفوز بلقبه العالمي الأول.
خسر 9-10 أمام Lei في الجولة الأولى ، ليصبح اللاعب رقم 20 الذي يختبر ما يسمى لعنة Crucible ، في إشارة إلى حقيقة أنه لم يحتفظ أي بطل لأول مرة باللقب منذ انتقال البطولة إلى Crucible في عام 1977.
أنتجت جولات التصفيات رقما قياسيا بلغ 143 جولة مئوية.
أثناء اللعب ضد آلان تايلور في الجولة التأهيلية الثالثة ، أصبح جاكسون بيج أول لاعب يقوم بكسر قصوى في مباراة احترافية. فاز بمكافأة قدرها 147,000 جنيه إسترليني متاحة لأي لاعب حقق قصوى في أحداث التاج الثلاثي لهذا الموسم وبطولة المملكة العربية السعودية للسنوكر ماسترز.
فاز بمكافأة إضافية قدرها 10,000 جنيه إسترليني لتحقيق الحد الأقصى في تصفيات بطولة العالم.
حقق مارك ألين أقصى كسر رقم 15 في تاريخ بوتقة خلال مباراته في الدور الثاني ضد كريس واكلين.
كما أصبح أول لاعب يقوم بأقصى فترات راحة في جميع أحداث Triple Crown الثلاثة.
أخذت 147 فورا من قبل بيج وألين الحد الأقصى لإجمالي الاستراحة لموسم 2024 - 25 إلى 15 ، متجاوزة الرقم القياسي السابق البالغ 13.
حقق جود ترامب فوزه رقم 100 في موسم 2024-25 في مباراته في الدور الثاني ضد شون مورفي ، وفاز بمكافأة قدرها 100,000 جنيه إسترليني.

## معلومات أساسية

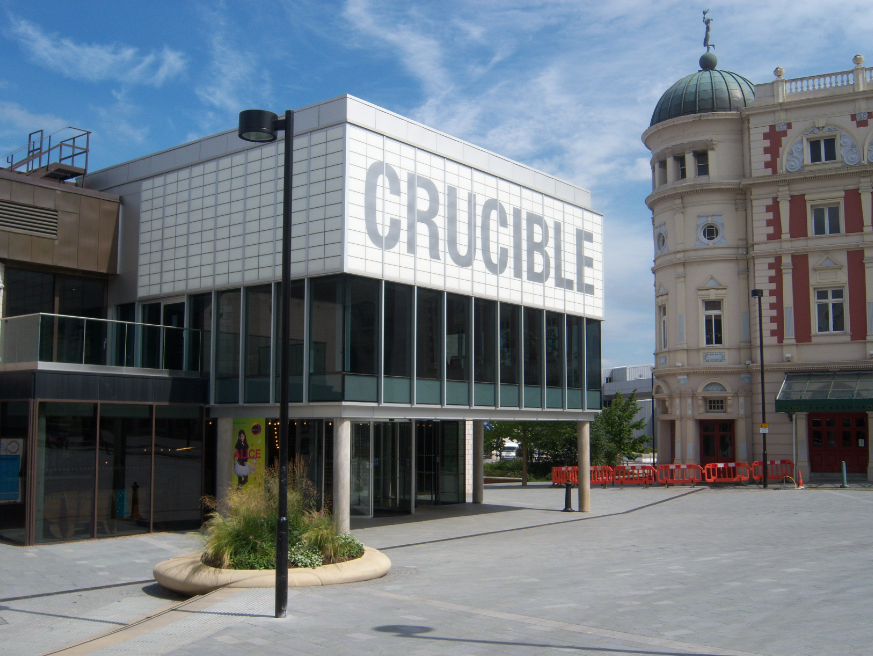
للعام 49 على التوالي ، تقام المرحلة الرئيسية من البطولة في مسرح Crucible (في الصورة) في شيفيلد، إنجلترا.

أقيمت بطولة العالم للسنوكر الافتتاحية لعام 1927 ، والتي كانت تعرف آنذاك باسم بطولة السنوكر للمحترفين ، في أماكن مختلفة في إنجلترا بين نوفمبر 1926 ومايو 1927.
فاز جو ديفيس بالمباراة النهائية - التي أقيمت في قاعة كامكين في برمنغهام في الفترة من 9 إلى 12 مايو 1927 - واستمر في الفوز بالبطولة 15 مرة متتالية قبل أن يتقاعد دون هزيمة بعد نسخة عام 1946 (لم تقام أي بطولات من عام 1941 إلى عام 1945 بسبب الحرب العالمية الثانية).
توقفت البطولة بعد أن تنافس لاعبان فقط في نسخة عام 1952 ، بسبب نزاع بين رابطة لاعبي البلياردو المحترفين (PBPA) وجمعية البلياردو ومجلس التحكم (BACC).
أنشأت PBPA بطولة بديلة ، بطولة العالم للمحترفين ، والتي تعتبر الإصدارات الستة التي أقيمت بين عامي 1952 و 1957 بأثر رجعي استمرارا لمشروعا بطولة العالم للسنوكر.
ومع ذلك ، نظرا لتضاؤل الاهتمام العام بالسنوكر خلال حقبة ما بعد الحرب ، تم إيقاف تلك البطولة أيضا ، ولم يتم التنازل في اللقب العالمي بين عامي 1958 و 1963.
لعب اللاعب المحترف آنذاك ريكس ويليامز دورا أساسيا في إحياء بطولة العالم للسنوكر على أساس التحدي في عام 1964.
دافع جون بولمان ، الفائز ببطولة العالم للمحترفين عام 1957 ، عن اللقب العالمي عبر سبع مباريات تحدي بين عامي 1964 و 1968.
عادت بطولة العالم للسنوكر إلى بطولة خروج المغلوب السنوية لنسخة عام 1969 ، إيذانا ببداية "العصر الحديث" للبطولة.
كانت طبعة عام 1977 هي الأولى التي تم عرضها في مسرح Crucible في شيفيلد ، حيث بقيت منذ ذلك الحين.
أنجح اللاعبين في العصر الحديث هم ستيفن هندري وروني أوسوليفان ، وقد فاز كل منهما باللقب سبع مرات.
هندري هو أصغر فائز في البطولة ، بعد أن حصل على لقبه الأول في حدث عام 1990 ، عن عمر يناهز 21 عاما و 106 أيام.
أصبح روني أوسيلفيان أكبر فائز عندما حصل على لقبه السابع في حدث 2022 ، بعمر 46 عاما و 148 يوما.
روني أوسيلفيان ، الذي ظهر 33 على التوالي في حدث 2025 ، في Crucibleأكثر من أي لاعب آخر.
يتم تنظيم حدث 2025 من قبل جولة السنوكر العالمية وبرعاية شركة التكنولوجيا Halo Service Solutions لأول مرة.
تمثل البطولة العام ال 49 على التوالي الذي تقام فيه البطولة في Crucible ، والسنة ال 57 على التوالي التي يتم فيها التنافس على بطولة العالم من خلال تنسيق خروج المغلوب الحديث.
يصادف الذكرى الأربعين لواحدة من أشهر مباريات السنوكر ، نهائي بطولة العالم لعام 1985 بين دينيس تايلور وستيف ديفيس ، حيث تعافى تايلور من خسارة الإطارات الثمانية الأولى للفوز بالإطار الحاسم على الكرة السوداء الأخيرة.
اجتذب النهائي 18.5 مليون مشاهد بريطاني في نهايته ، ولا يزال أكبر مشاهدة على الإطلاق لبي بي سي تو وأكبر جمهور لأي بث تلفزيوني في المملكة المتحدة بعد منتصف الليل.
ظهر تايلور وديفيس في حدث تذكاري خاص أقيم في Crucibleفي 9 أبريل.
في 17 أبريل ، أقيم عشاء الأبطال الافتتاحي في شيفيلد ، بناء على عشاء أبطال الماجستير الذي يقام سنويا منذ عام 1952 في نادي أوغوستا الوطني للجولف قبل بطولة الماسترز.
من بين 19 أبطال العالم في السنوكر الأحياء ، ورد أن 12 قد قبلوا الدعوات - بما في ذلك ديفيس وهندري وحامل اللقب كيرين ويلسون ، الذي هزم جاك جونز 18-14 في نهائي 2024 للفوز بأول لقب عالمي له.
أشاد الحاضرون ببطل ست مرات راي رياردون والفائز عام 1979 تيري غريفيث ، وكلاهما توفي منذ بطولة العام السابق.

### الشكل
تم تصنيف أفضل 16 لاعبا في التصنيف العالمي للسنوكر ، كما كانوا بعد بطولة جولة 2025 ، إلى المسرح الرئيسي في مسرح Crucible.
أقيمت جولات التصفيات في الفترة من 7 إلى 16 أبريل في المعهد الإنجليزي للرياضة في شيفيلد ، وشارك فيها 128 لاعبا ، وصل 16 منهم إلى المرحلة الرئيسية من البطولة.
أقيمت التصفيات على أربع جولات ، حيث وصل اللاعبون المصنفون من 49 إلى 80 إلى الدور التأهيلي الثاني ، ووصل اللاعبون المصنفون من 17 إلى 48 إلى الدور التأهيلي الثالث.
تم لعب جميع المباريات التأهيلية على أنها الأفضل من بين 19 إطارا ، أقيمت على مدار جلستين.
أقيم قرعة الدور الأول ، التي تم خلالها سحب التصفيات ال 16 الناجحة بشكل عشوائي ضد أفضل 16 مصنفا ، في 17 أبريل ، وتم بثها على راديو بي بي سي 5 لايف وموقع بي بي سي سبورت.
تم إجراء القرعة من قبل مقدمي بي بي سي راشيل بوردن وريك إدواردز ، مع ردود فعل من الفائز أربع مرات مارك سيلبي.
تقام المرحلة الرئيسية من البطولة في الفترة من 19 أبريل إلى 5 مايو في مسرح Crucible.
لعبت مباريات الدور الأول كأفضل 19 إطارا ، أقيمت على مدار جلستين.
تلعب مباريات الدور الثاني وربع النهائي كأفضل 25 إطارا ، تقام على مدار ثلاث جلسات. تلعب مباريات نصف النهائي على أنها الأفضل من بين 33 إطارا ، تقام على مدار أربع جلسات.
النهائي هو الأفضل من بين 35 إطارا ، أقيم أيضا على مدار أربع جلسات.

### المذيعون
تم بث جولات التصفيات بواسطة ديسكفري+ في المملكة المتحدة وألمانيا وإيطاليا والنمسا.
بواسطة ماكس في مناطق أوروبية أخرى. بواسطة
Huya و Migu و CBSA-WPBSA Academy WeChat Channel و CBSA-WPBSA Academy Douyin في الصين ؛ وبواسطة WST Play في جميع المناطق الأخرى.
تم بث الجولة الأخيرة من التصفيات ، التي وصفت بأنها "يوم القيامة" ، مجانا على WST Play يومي 15 و 16 أبريل.
يتم بث المسرح الرئيسي بواسطة بي بي سي سبورت وتي إن تي سبورت وديسكفري+في المملكة المتحدة وتي إن تي سبورت في أيرلندا.
يتم بثه بواسطة Eurosport في أوروبا.
بواسطة ديسكفري+ في ألمانيا وإيطاليا والنمسا.
بواسطة HBO Max في هولندا ؛ وبواسطة ماكس في أقاليم أوروبية أخرى (باستثناء المملكة المتحدة وأيرلندا).
يتم بثه بواسطة Migu و Huya وقناة WeChat التابعة لأكاديمية CBSA-WPBSA و CBSA-WPBSA Academy Douyin في البر الرئيسي للصين.
بواسطة Now TV في هونغ كونغ.
بواسطة Astro SuperSport في ماليزيا وبروناي.
بواسطة TrueVisions في تايلاند.
بواسطة Sportcast في تايوان.
بواسطة TAP في الفلبين.
بواسطة Sportstars / Vision + في إندونيسيا.
بواسطة StarHub في سنغافورة.
بواسطة Anten in Iran; وبواسطة WST Play في جميع المناطق الأخرى.
يتم بث مباريات ربع النهائي ونصف النهائي والنهائي على قناة سكاي سبورت في نيوزيلندا.

### صندوق الجائزة
سيحصل الفائز في الحدث على 500,000 جنيه إسترليني من إجمالي صندوق الجائزة البالغ 2,395,000 جنيه إسترليني. يوضح أدناه توزيع أموال الجائزة:
- Winner: £500,000
- Runner-up: £200,000
- Semi-finalists: £100,000
- Quarter-finalists: £50,000
- Last 16: £30,000
- Last 32: £20,000
- Last 48: £15,000
- Last 80: £10,000
- Last 112: £5,000
- Highest

```
(qualifying stage included): £15,000 
                   
```

- المجموع: £2,395,000

يتم عرض مكافأة قدرها 40,000 جنيه إسترليني لأقصى استراحة تم إجراؤها في Crucibleوتم تقديم مكافأة قدرها 10,000 جنيه إسترليني بحد أقصى تم إجراؤه في الجولات التأهيلية.
هذه المكافآت بالإضافة إلى أعلى جائزة استراحة تبلغ 15,000 جنيه إسترليني ويتم تقاسمها في حالة وجود حدود قصوى متعددة.
يتم تقديم مكافأة إضافية قدرها 147,000 جنيه إسترليني لأي لاعب يحقق نقطتين كحد أقصى خلال أحداث التاج الثلاثي في ذلك الموسم وبطولة سنوكر ماسترز المملكة العربية السعودية.
من خلال تحقيق نقطتين كحد أقصى في الجولة التأهيلية الثالثة ، فاز جاكسون بيج بمكافأة قدرها 147,000 جنيه إسترليني لاثنين كحد أقصى ومكافأة قدرها 10,000 جنيه إسترليني كحد أقصى في التصفيات.
يمكن ربح مكافأة 147,000 جنيه إسترليني حتى مرتين أخريين.
حقق مارك ألين الحد الأقصى في مباراته في الجولة الثانية في Crucible ، مما جعله مؤهلا للفوز أو المشاركة في مكافأة 40,000 ألف جنيه إسترليني.

## موجز

### المؤهل

#### الجولة التأهيلية الأولى

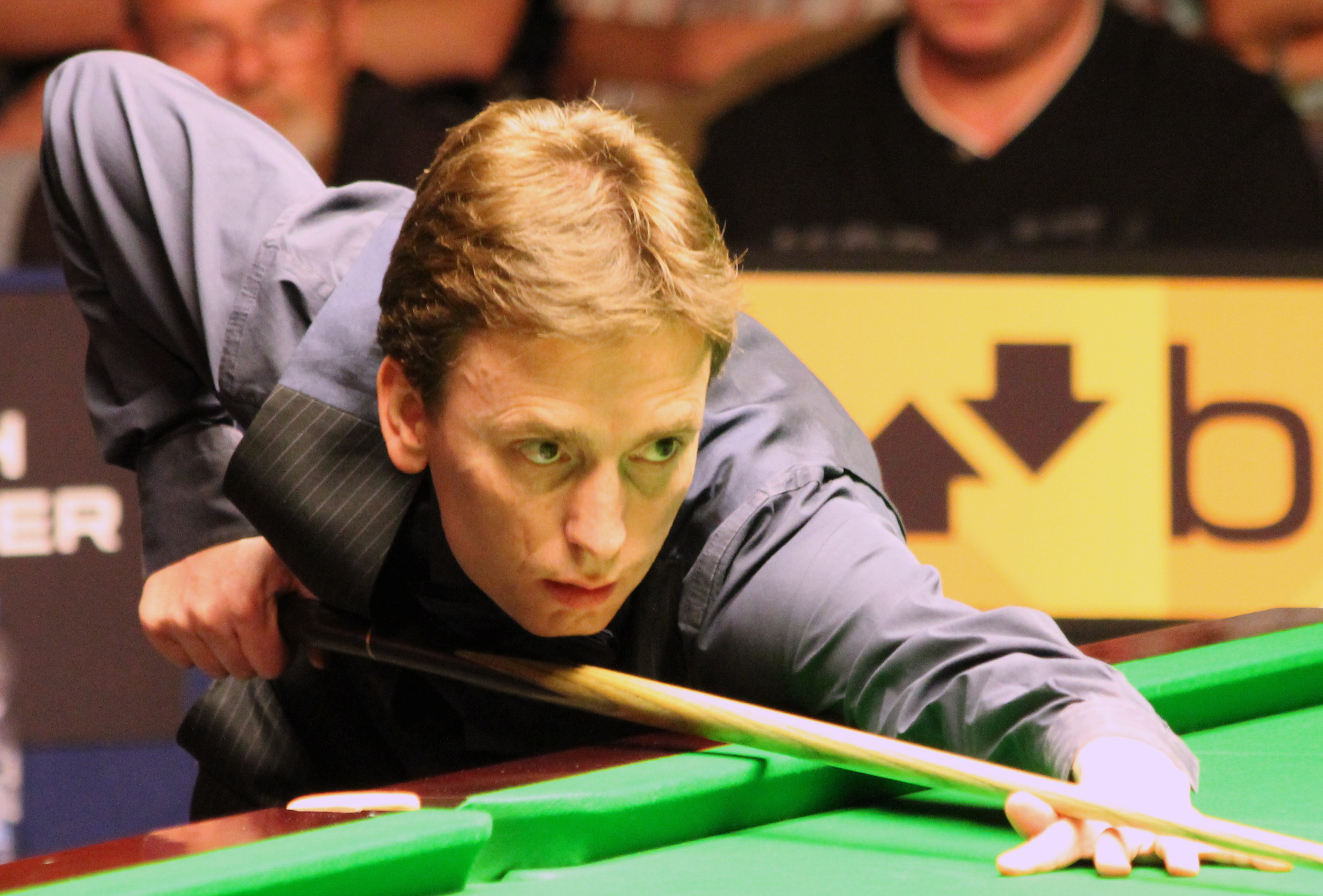
ال 1997 الفائز كين دوهرتي (في الصورة عام 2012) تغير له عصا جديلة لأول مرة في حياته المهنية. فاز كل تسعة frames في الجلسة الأولى لعب في البطولة.

أقيمت الجولة التأهيلية الأولى في الفترة من 7 إلى 9 أبريل ، وشارك فيها لاعبون من المصنفين من 81 إلى 112 ضد لاعبين مصنفين من 113 إلى 144 ، بما في ذلك الهواة المختارين.
ضمت البطولة أربع لاعبات ، خسرت جميعهن في الجولة التأهيلية الأولى: خسر ريان إيفانز 4-10 أمام أنتوني كوالسكي ، [1] خسر مينك نوتشاروت 4-10 أمام يان بورنس ، خسر بايبات سيريبابورن 2-10 أمام فرخ عجيب ، وخسر باي يولو 3-10 أمام ليام هايفيلد.
كان تشاو شينتونج يلعب في أول بطولة عالمية له منذ حدث 2022 ، بعد أن عاد إلى المنافسة في سبتمبر 2024 بعد أن قضى عقوبة الحظر لمدة 20 شهرا.
تنافس في البطولة كهاو ، حصل مؤخرا على بطاقة جولة احترافية للموسمين التاليين من خلال تصدره قائمة تصنيف 2024 - 25 Q Tour Europe ، بعد فوزه بأربعة أحداث متتالية.
قام بأربعة قرون من الفواصل 128 و 122 و 132 و 141 وخمسة أنصاف قرون حيث هزم تشيونغ كا واي 10-3.
حاول ميشال زوبارتشيك ، البالغ من العمر 14 عاما ، أن يصبح أصغر لاعب يفوز بمباراة تصفيات بطولة العالم ، لكنه خسر 8-10 أمام دين يونغ.